# 南漪湖
南漪湖是位于中国安徽省南部宣州区和郎溪县交界处的天然湖泊，又名“南湖”，为古丹阳湖的一部分。面积148.4平方公里。湖区属亚热带季风气候，年均气温15.9℃，年均降水量1168.2毫米。湖水主要依靠入湖河流径流及湖面降水补给，集水区面积3368.7平方公里。主要入湖河流为东北岸入湖的郎川河，湖水从西岸流出注入水阳江。